# أنجلينكا براندت
أنجلينكا براندت (بالألمانية: Angelika Brandt)‏ هي عالم حيوانات ألمانية، ولدت في 12 يونيو 1961 في مندن في ألمانيا.

## وصلات خارجية
- الموقع الرسمي